# Grand Prix automobile de Monaco 1964
GP précédent GP suivant
Le Grand Prix de Monaco 1964 (XXIIe Grand Prix de Monaco), disputé sur le circuit de Monaco le 10 mai 1964, est la cent-vingt-deuxième épreuve du championnat du monde de Formule 1 courue depuis 1950 et la première manche du championnat 1964.

## Contexte avant la course

### Le championnat du monde

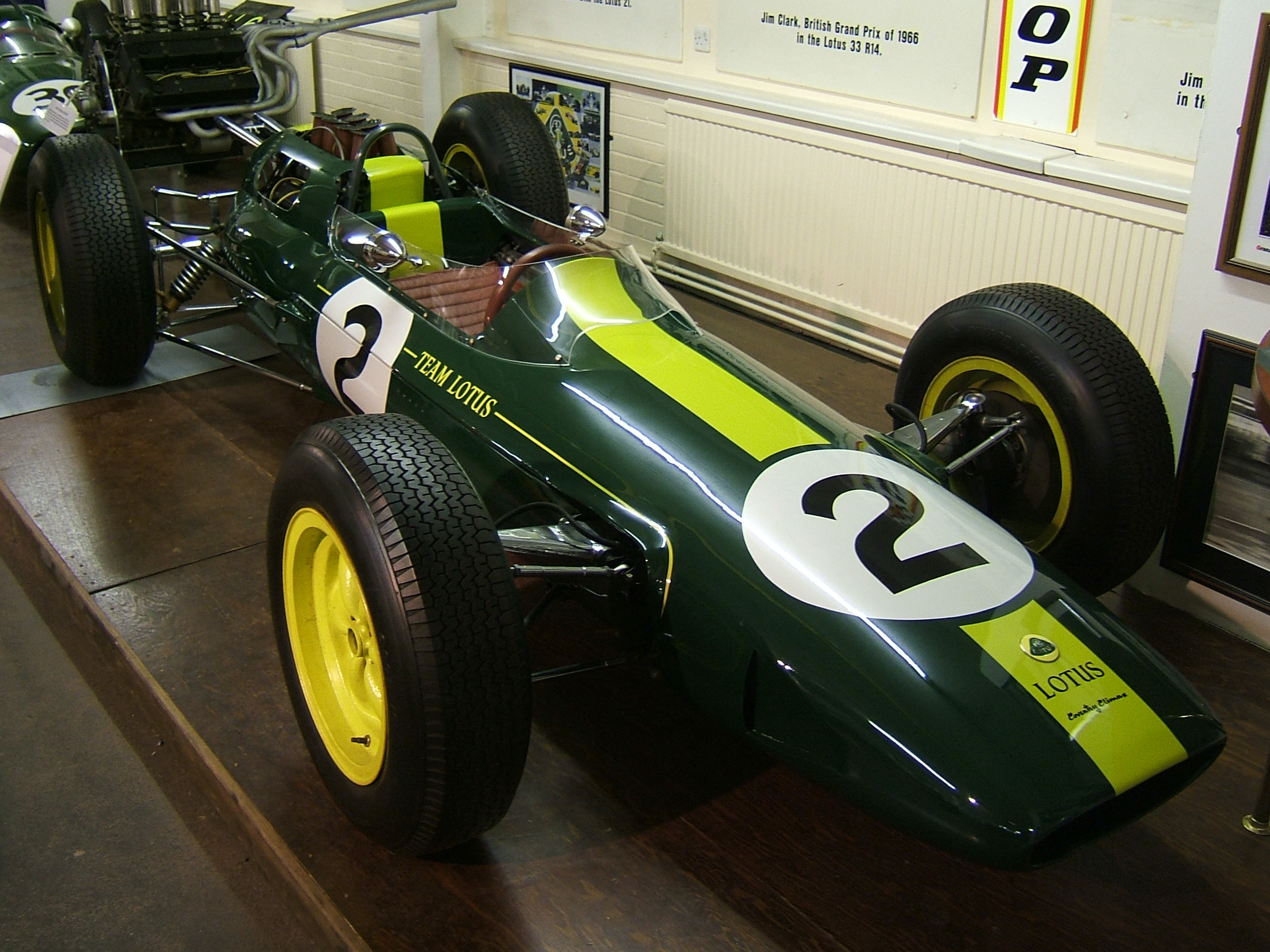
La Lotus 25 de Jim Clark, champion du monde 1963.

Depuis 1961, la Formule 1 suit la réglementation 1 500 cm3 (dérivée de l'ancienne Formule 2 de la période 1957 à 1960). Initialement prévue pour une période de trois ans, la formule a été prolongée de deux années supplémentaires par la Commission sportive internationale, garantissant la stabilité technique jusqu'à fin 1965. La réglementation s'appuie sur les points suivants :
- interdiction des moteurs suralimentés
- cylindrée minimale : 1 300 cm3
- cylindrée maximale : 1 500 cm3
- poids minimal : 450 kg (à sec)
- double circuit de freinage obligatoire
- arceau de sécurité obligatoire (le haut du cerceau devant dépasser le casque du pilote)
- démarreur de bord obligatoire
- carburant commercial
- ravitaillement en huile interdit durant la course

La saison 1963 fut totalement dominée par le pilote écossais Jim Clark, vainqueur de sept des dix manches du championnat au volant de sa Lotus, remportant son premier titre mondial. Il est à nouveau le grand favori en ce début 1964, malgré une concurrence plus affutée : les premières courses de l'année (hors championnat) ont confirmé les ambitions de Brabham, le pilote-constructeur ayant remporté les 200 miles d'Aintree et l'International Trophy (à Silverstone) devant la nouvelle et prometteuse BRM à châssis monocoque de Graham Hill ; d'autre part, la nouvelle Ferrari V8 a démontré son potentiel dès sa première course, le Grand Prix de Syracuse, avec la victoire de John Surtees. Le championnat 1964 promet donc d'être plus disputé que le précédent.

### Le circuit
Le circuit urbain de Monaco fut utilisé pour la première fois à l'occasion du premier Grand Prix organisé dans la principauté, en 1929, à l'initiative d'Antony Noghès. La première édition, remportée par la Bugatti du Franco-Britannique Williams, fut un succès commercial et l'expérience reconduite chaque année. Le tracé, également utilisé pour l'épreuve finale du Rallye Monte-Carlo, fin janvier, se caractérise par une succession de virages très serrés et l'étroitesse de la piste. Il est resté pratiquement inchangé depuis l'origine. Très sélectif, il n'autorise aucun écart de pilotage, l'absence de toute zone de dégagement rendant chaque sortie de piste définitive. Auteur d'un tour à 119,8 km/h au volant de sa Ferrari lors du Grand Prix de Monaco 1963, John Surtees détient le record officiel de la piste.

## Monoplaces en lice
- Lotus 25 "Usine"

La nouvelle Lotus 33 ayant été accidentée par Jim Clark lors de sa première sortie, les 200 miles d'Aintree, l'usine a préparé deux de ses modèles 25 à structure monocoque utilisés la saison précédente, avec toutefois quelques améliorations (jantes de treize pouces à fixation centrale, nouvelle boîte de vitesses ZF à cinq rapports avec tringlerie de sélection modifiée) rebaptisés 25B. La voiture de Clark est dotée de la nouvelle suspension arrière de la 33, celle de son coéquipier Peter Arundell conservant la suspension d'origine. Dotées du moteur V8 Coventry Climax FWMV à injection qui développe désormais, dans sa version MkIII, 205 chevaux à 9600 tr/min, ces monoplaces pèsent 455 kg à vide.
- Lotus privées

L'équipe Reg Parnell Racing, dirigée depuis la mort du fondateur par son fils Tim, a racheté à Colin Chapman deux châssis de Lotus 25, qu'elle a équipés de moteurs V8 BRM (délivrant environ 200 chevaux) et de boîtes cinq vitesses Hewland. Ils sont confiés à Chris Amon et Mike Hailwood. Tim Parnell a revendu son ancienne Lotus 24 à châssis tubulaire (également dotée d'un moteur V8 BRM) au pilote américain Peter Revson, qui l'a étrennée deux mois plus tôt lors du Daily Mirror Trophy, à Snetterton. Revson effectue à Monaco sa première apparition en championnat du monde. Ayant accidenté sa BRP à Aintree, Innes Ireland dispose également d'une 24 à moteur BRM, tout comme Joseph Siffert, engagé à titre privé. Le pilote amateur français Bernard Collomb pilote quant à lui une 24 à moteur V8 Climax.
- BRM P261 "Usine"

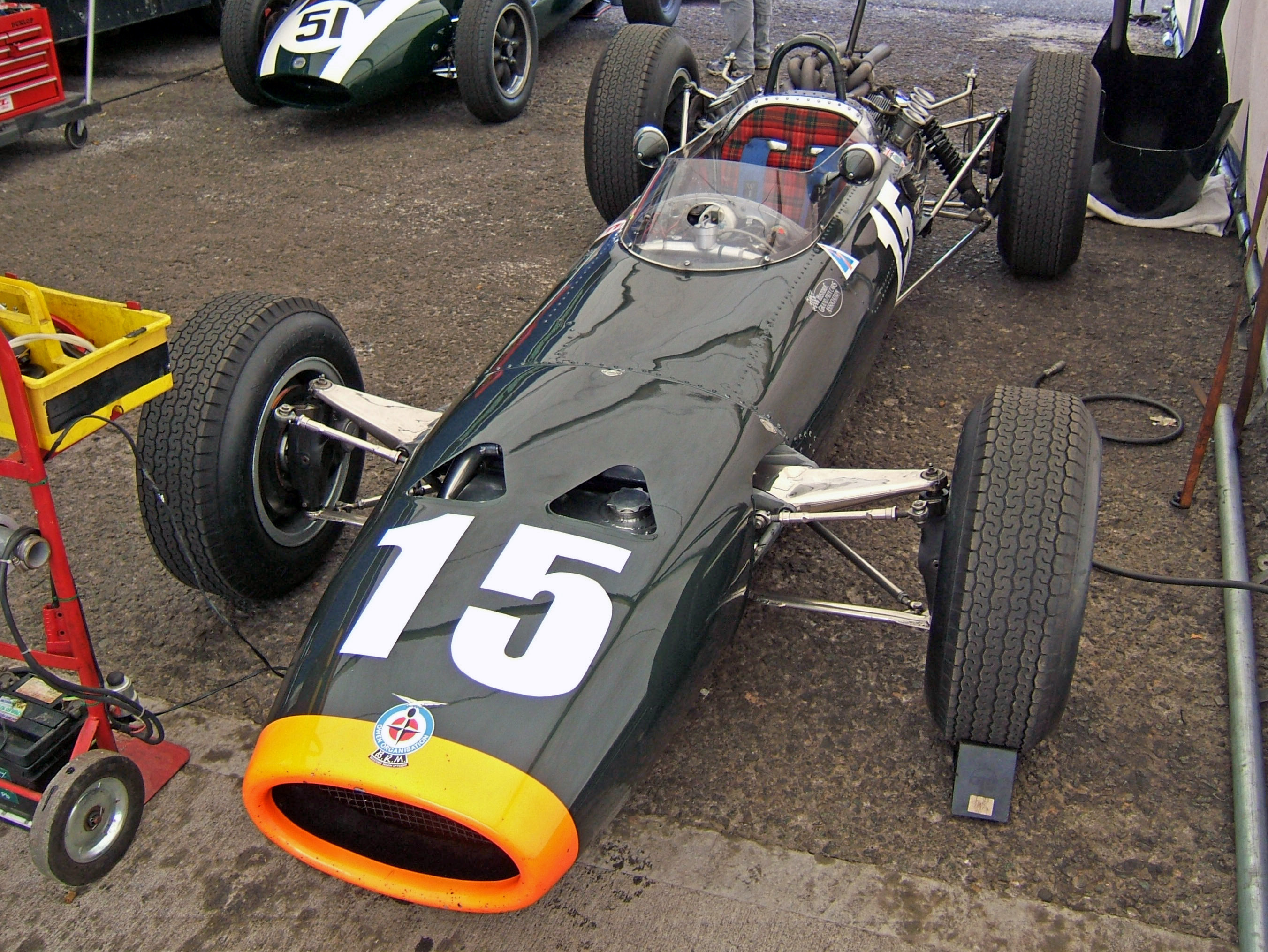
Une BRM P261 lors d'une manifestation historique.

Le constructeur de Bourne a engagé ses nouvelles P261 à structure monocoque pour Graham Hill et Richie Ginther. Malgré un sérieux accident aux essais des 200 miles d'Aintree, Ginther, bien que non complètement rétabli, a tenu à participer à la course. L'équipe a néanmoins engagé Richard Attwood comme pilote de réserve. Pesant 450 kg à sec, la P261 est dotée de la dernière évolution du moteur V8 à injection indirecte Lucas, développant plus de 210 chevaux à 11000 tr/min. Également réalisée en interne, la boîte de vitesses comporte six rapports. Pour l'épreuve monégasque, les deux voitures bénéficient de freins à disques ventilés.
- BRM P57 privées

La Scuderia Centro Sud a racheté les deux P57 (châssis multitubulaire, 475 kg, moteur V8 de 208 chevaux) utilisées par l'usine la saison précédente. Elles n'ont cependant pas pu être préparées à temps pour la course ; les deux pilotes de l'équipe, Giancarlo Baghetti et Tony Maggs, ont dû déclarer forfait, alors que l'ancienne P57 de l'écurie vient d'être vendue à Maurice Trintignant qui l'utilise ici pour la première fois.
- Brabham BT7 "Usine"

Malgré le lancement des nouvelles Brabham BT11, Jack Brabham et son coéquipier Dan Gurney utilisent toujours leurs BT7 de la saison précédente (les BT11, très proches techniquement de leurs devancières, sont en priorité construites pour les écuries ou les pilotes privés). De conception classique (châssis multitubulaire), les BT7, à châssis multitubulaire, pèsent 470 kg à vide. Elles ont été adaptées aux nouvelles jantes Dunlop de treize pouces et sont équipées de la dernière version du moteur V8 Climax et d'une boîte de vitesses Hewland à cinq rapports.
- Brabham BT11 privée

Bob Anderson dispose de la BT11 récemment acquise par DW Racing Enterprises. Elle est équipée d'une ancienne version à carburateurs du moteur V8 Climax (environ 190 chevaux) et d'une boîte cinq vitesses Hewland.
- Ferrari 156 & 158 "Usine"

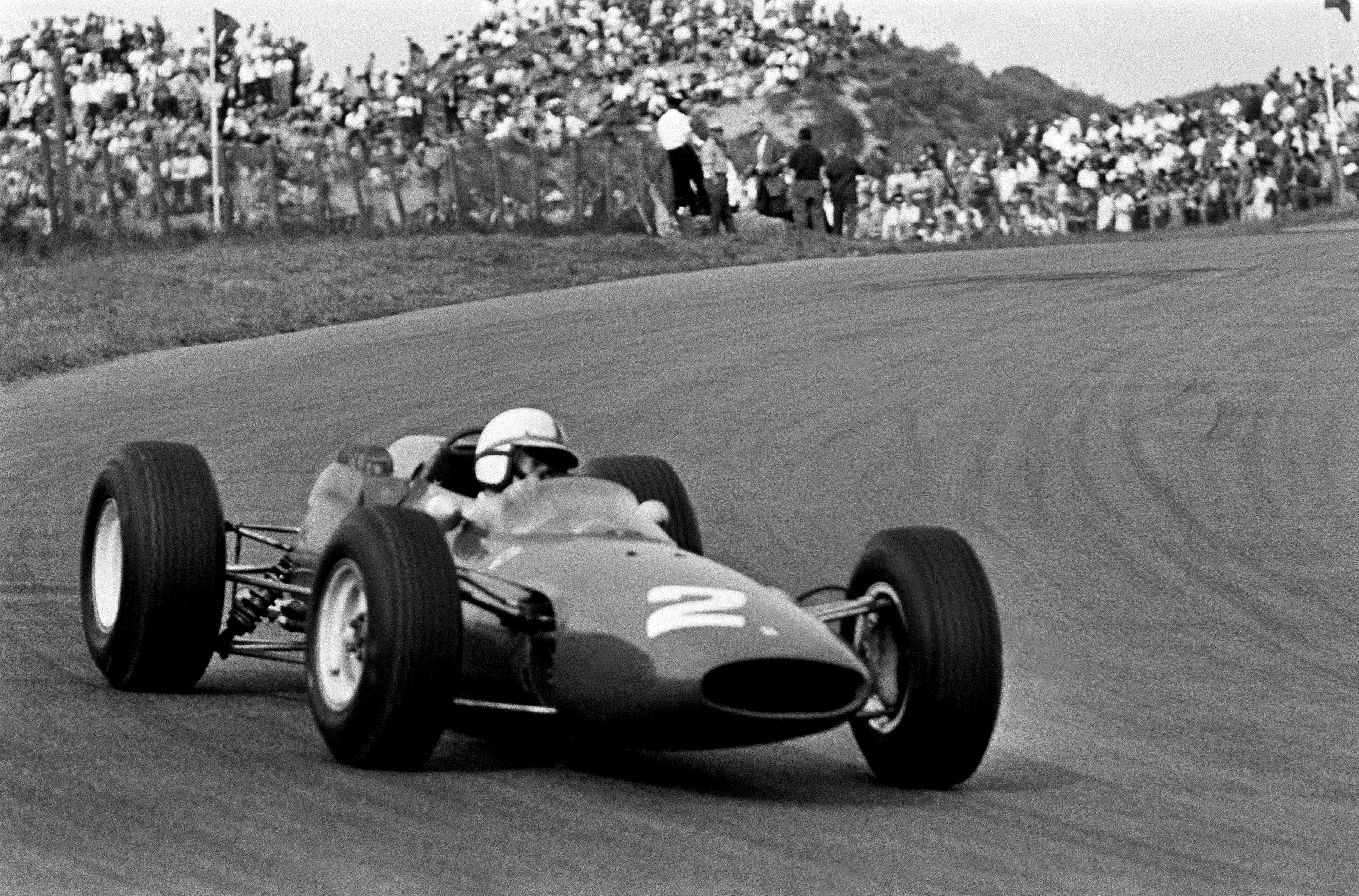
John Surtees au volant de la Ferrari 158.

John Surtees pilote la nouvelle Ferrari 158 avec laquelle il s'est imposé à Syracuse. Cette monoplace à structure monocoque est équipée d'un moteur à huit cylindres en vé à 90 degrés, alimenté par un système d'injection directe Bosch, d'une puissance de 210 chevaux à 11000 tr/min. Dotée d'une boîte de vitesses à cinq rapports, elle pèse 468 kg à sec. Une seule 158 étant pour l'heure disponible, Lorenzo Bandini dispose d'une 156 Aero de la saison passée, mue par l'ancien six cylindres en vé à 120 degrés, délivrant 205 chevaux à 10500 tr/min. Utilisant la même coque et la même boîte de vitesse que la version V8, la 156 pèse 460 kg à sec. La Scuderia Ferrari a amené une seconde 156 Aero qui servira de mulet.
- Cooper T66 & T73 "Usine"

John Cooper a engagé deux T73 à moteur V8 Climax à injection pour Bruce McLaren et Phil Hill. La T73 est dérivée de la précédente T66, la principale évolution étant le plaquage de feuilles d'aluminium sur la structure multitubulaire, augmentant la rigidité du châssis, solution déjà adoptée sur la T72 de Formule Junior, également conçue par Owen Maddock. Équipés d'un moteur V8 Climax à injection, accouplé à une boîte six vitesses réalisée à l'usine de Surbiton, les T73 pèsent 460 kg à sec. L'équipe a également amené une T66 comme voiture de réserve.
- Cooper T66 privée

La Brabham-BRM BT11 de l'équipe ayant brûlé dès sa première sortie, au cours des essais de l'International Trophy sur le circuit de Silverstone, le Rob Walker Racing Team a dû ressortir la Cooper T66 de la saison passée pour son pilote Joakim Bonnier. Elle est dotée d'un moteur V8 Climax à injection, accouplé à une boîte de vitesses Colotti à six rapports.
- BRP MK1 "Usine"

Le châssis de la nouvelle MK2 étant en cours de réparation, Trevor Taylor dispose de la MK1 de 1963. Conçue par le chef mécanicien Tony Robinson, cette monoplace à structure monocoque ressemble beaucoup à la Lotus 25. Elle est équipée d'un moteur V8 BRM accouplé à une boîte de vitesses Colotti à cinq rapports et pèse 475 kg à vide.
- Scirocco SP

Le père de Hugh Powell ayant coupé les crédits à son fils à la fin de l'année 1963, la société Scirocco a été déclarée en faillite. Lors de la liquidation, Tim Parnell a récupéré un des deux châssis SP, qu'il a équipé d'un moteur V8 Climax. Engagée sous le nom d'Equipe Scirocco Belge, cette voiture a disputé quelques épreuves hors championnat en début de saison aux mains d'André Pilette, sans résultat notoire. Initialement engagé, Pilette a renoncé à disputer l'épreuve monégasque.

## Coureurs inscrits
| no | Pilote                         | Écurie                      | Constructeur | Modèle                | N° châssis      | Moteur                                                     | Pneumatiques |
| -- | ------------------------------ | --------------------------- | ------------ | --------------------- | --------------- | ---------------------------------------------------------- | ------------ |
| 1  | André Pilette                  | Équipe Scirocco Belge       | Scirocco     | Scirocco SP           | SP-2-63         | Coventry Climax FWMV MkII V8                               | D            |
| 2  | Peter Revson                   | Revson Racing               | Lotus        | Lotus 24              | 24 P1           | BRM P56 V8                                                 | D            |
| 3  | Bernard Collomb                | Privé                       | Lotus        | Lotus 24              | 24-949          | Coventry Climax FWMV MkII V8                               | D            |
| 4  | Maurice Trintignant            | Privé                       | BRM          | BRM P57               | 5781            | BRM P56 V8                                                 | D            |
| 5  | Jack Brabham                   | Brabham Racing Organisation | Brabham      | Brabham BT7           | F1-2-63         | Coventry Climax FWMV MkIII V8                              | D            |
| 6  | Dan Gurney                     | Brabham Racing Organisation | Brabham      | Brabham BT7           | F1-1-63         | Coventry Climax FWMV MkIII V8                              | D            |
| 7  | Richie Ginther Richard Attwood | Owen Racing Organisation    | BRM          | BRM P261              | 2613            | BRM P56-2 V8                                               | D            |
| 8  | Graham Hill                    | Owen Racing Organisation    | BRM          | BRM P261              | 2614            | BRM P56-2 V8                                               | D            |
| 9  | Phil Hill                      | Cooper Car Company          | Cooper       | Cooper T73            | F1-2-64         | Coventry Climax FWMV MkIII V8                              | D            |
| 10 | Bruce McLaren                  | Cooper Car Company          | Cooper       | Cooper T73 Cooper T66 | F1-1-64 F1-6-63 | Coventry Climax FWMV MkIII V8 Coventry Climax FWMV MkII V8 | D            |
| 11 | Peter Arundell                 | Team Lotus                  | Lotus        | Lotus 25B             | 25 R4           | Coventry Climax FWMV MkIII V8                              | D            |
| 12 | Jim Clark                      | Team Lotus                  | Lotus        | Lotus 25B             | 25 R6           | Coventry Climax FWMV MkIII V8                              | D            |
| 14 | Innes Ireland                  | British Racing Partnership  | Lotus        | Lotus 24              | 24-944          | BRM P56 V8                                                 | D            |
| 15 | Trevor Taylor                  | British Racing Partnership  | BRP          | BRP MkI               | BRP/1-63        | BRM P56 V8                                                 | D            |
| 16 | Bob Anderson                   | DW Racing Enterprises       | Brabham      | Brabham BT11          | F1-5-64         | Coventry Climax FWMV MkI V8                                | D            |
| 17 | Chris Amon                     | Reg Parnell Racing          | Lotus        | Lotus 25              | 25 R3           | BRM P56 V8                                                 | D            |
| 18 | Mike Hailwood                  | Reg Parnell Racing          | Lotus        | Lotus 25              | 25 R7           | BRM P56 V8                                                 | D            |
| 19 | Joakim Bonnier                 | Rob Walker Racing Team      | Cooper       | Cooper T66            | F1-2-63         | Coventry Climax FWMV MkII V8                               | D            |
| 20 | Lorenzo Bandini                | SpA Ferrari SEFAC           | Ferrari      | Ferrari 156 Aero      | 156/0003        | Ferrari 178 V6 (120°)                                      | D            |
| 21 | John Surtees                   | SpA Ferrari SEFAC           | Ferrari      | Ferrari 158           | 158/0005        | Ferrari 205B V8                                            | D            |
| T  | John Surtees                   | SpA Ferrari SEFAC           | Ferrari      | Ferrari 156 Aero      | 156/0001        | Ferrari 178 V6 (120°)                                      | D            |
| 22 | Giancarlo Baghetti             | Scuderia Centro Sud         | BRM          | BRM P57               | 5784            | BRM P56 V8                                                 | D            |
| 23 | Tony Maggs                     | Scuderia Centro Sud         | BRM          | BRM P57               | 5785            | BRM P56 V8                                                 | D            |
| 24 | Joseph Siffert                 | Siffert Racing Team         | Lotus        | Lotus 24              | 24-950          | BRM P56 V8                                                 | D            |

## Qualifications
Trois séances qualificatives sont prévues, les jeudi, vendredi et samedi précédant la course. Alors que lors des années précédentes les deux premiers pilotes des équipes d'usine étaient qualifiés d'office, les organisateurs ont cette année mis fin à cette disposition, seuls les seize meilleurs performeurs étant admis au départ.

### Première séance - jeudi 7 mai
Les premiers essais commencent sous un beau soleil, le jeudi après-midi. Après avoir effectué quelques tours de vérification sur la monoplace de son coéquipier Dan Gurney (qui comme Jim Clark n'est attendu qu'en fin de journée, de retour d'Indianapolis car tous deux participaient aux essais qualificatifs des 500 miles), Jack Brabham se montre beaucoup ensuite beaucoup plus incisif sur sa propre voiture : entre le champion australien et le Ferrariste John Surtees, la lutte va être intense durant toute la session, le Britannique établissant finalement le meilleur temps de la journée à 119,2 km/h de moyenne, devançant Brabham d'un dixième de seconde. Troisième sur sa BRM, Graham Hill n'est qu'à trois dixièmes, devançant nettement la Ferrari de Lorenzo Bandini, la Cooper de Phil Hill et la Lotus du débutant Peter Arundell (qui a également testé la voiture de Clark). Tout juste rétabli de sa sortie de route à Silverstone le week-end précédent, Innes Ireland a abordé trop vite la chicane du port lors de sa série de tours rapides et a heurté un poteau, endommageant sérieusement sa Lotus ; ses blessures sont superficielles, mais faute de monoplace de rechange, il ne pourra participer au Grand Prix.

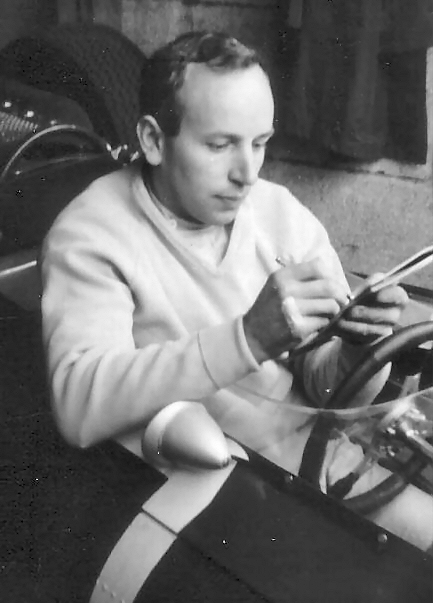
Au volant de la nouvelle Ferrari, John Surtees s'est montré le plus rapide de la première journée d'essais.

| Pos. | Pilote              | Écurie         | Temps        | Écart   |
| ---- | ------------------- | -------------- | ------------ | ------- |
| 1    | John Surtees        | Ferrari        | 1 min 35 s 0 |         |
| 2    | Jack Brabham        | Brabham-Climax | 1 min 35 s 1 | + 0 s 1 |
| 3    | Graham Hill         | BRM            | 1 min 35 s 3 | + 0 s 3 |
| 4    | Lorenzo Bandini     | Ferrari        | 1 min 36 s 0 | + 1 s 0 |
| 5    | Phil Hill           | Cooper-Climax  | 1 min 37 s 0 | + 2 s 0 |
| 6    | Peter Arundell      | Lotus-Climax   | 1 min 37 s 3 | + 2 s 3 |
| 7    | Bruce McLaren       | Cooper-Climax  | 1 min 37 s 7 | + 2 s 7 |
| 8    | Richie Ginther      | BRM            | 1 min 38 s 1 | + 3 s 1 |
| 9    | Innes Ireland       | Lotus-BRM      | 1 min 38 s 2 | + 3 s 2 |
| 10   | Trevor Taylor       | BRP-BRM        | 1 min 38 s 2 | + 3 s 2 |
| 11   | Maurice Trintignant | BRM            | 1 min 38 s 5 | + 3 s 5 |
| 12   | Jo Bonnier          | Cooper-Climax  | 1 min 38 s 6 | + 3 s 6 |
| 13   | Joseph Siffert      | Lotus-BRM      | 1 min 39 s 4 | + 4 s 4 |
| 14   | Mike Hailwood       | Lotus-BRM      | 1 min 39 s 6 | + 4 s 6 |
| 15   | Bob Anderson        | Brabham-Climax | 1 min 40 s 0 | + 5 s 0 |
| 16   | Chris Amon          | Lotus-BRM      | 1 min 40 s 8 | + 5 s 8 |
| 17   | Peter Revson        | Lotus-BRM      | 1 min 44 s 2 | + 9 s 2 |
| 18   | Bernard Collomb     | Lotus-Climax   | 1 min 44 s 4 | + 9 s 4 |

### Deuxième séance - vendredi 8 mai
La deuxième séance a lieu le vendredi matin, toujours sous le soleil. Absents la veille, Clark et Gurney se mettent rapidement en action, alors que Surtees ne peut défendre ses chances, sa voiture rencontrant des problèmes de boîte de vitesses, le forçant à se rabattre sur le mulet à moteur V6. Sur une piste plus propre que lors de la première journée, Clark améliore bientôt le record officieux, avec un tour à 120,4 km/h de moyenne. Attaquant également très fort, Brabham est aussi très rapide, mais échoue finalement à un dixième de seconde du champion du monde, Gurney obtenant le troisième temps devant Graham Hill. Seuls ces quatre pilotes ont battu le temps établi le jeudi par Surtees. Au cours de la matinée, Bruce McLaren est brutalement sorti de la route au virage du casino à cause de la rupture soudaine d'un bras de direction ; sa Cooper est sérieusement endommagée et le pilote néo-zélandais va devoir se rabattre sur son mulet. Un peu auparavant, Mike Hailwood avait loupé son freinage et heurté le mur à l'entrée du tunnel, mais sa Lotus pourra être remise en état pour les derniers essais.

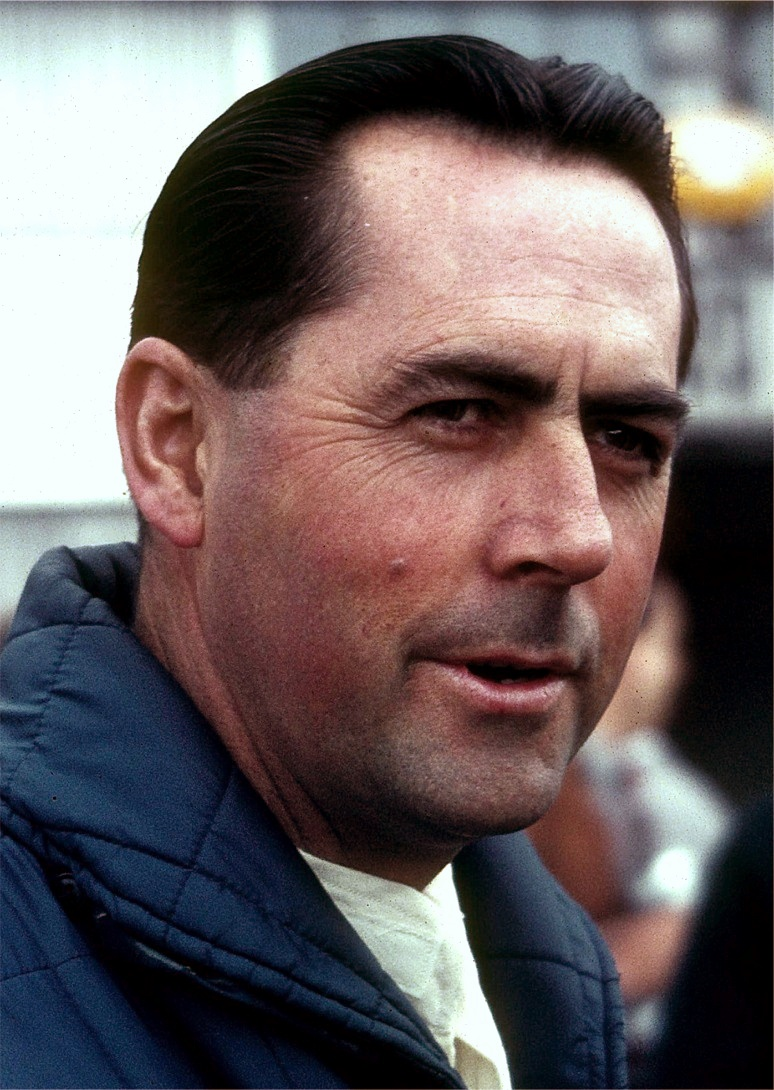
Jack Brabham s'est montré le plus coriace adversaire de Jim Clark lors de la séance d'essais du vendredi.

| Pos. | Pilote              | Écurie         | Temps        | Écart   |
| ---- | ------------------- | -------------- | ------------ | ------- |
| 1    | Jim Clark           | Lotus-Climax   | 1 min 34 s 0 |         |
| 2    | Jack Brabham        | Brabham-Climax | 1 min 34 s 1 | + 0 s 1 |
| 3    | Dan Gurney          | Brabham-Climax | 1 min 34 s 7 | + 0 s 7 |
| 4    | Graham Hill         | BRM            | 1 min 34 s 8 | + 0 s 8 |
| 5    | Peter Arundell      | Lotus-Climax   | 1 min 35 s 5 | + 1 s 5 |
| 6    | Lorenzo Bandini     | Ferrari        | 1 min 35 s 5 | + 1 s 5 |
| 7    | John Surtees        | Ferrari        | 1 min 35 s 6 | + 1 s 6 |
| 8    | Phil Hill           | Cooper-Climax  | 1 min 35 s 9 | + 1 s 9 |
| 9    | Richie Ginther      | BRM            | 1 min 36 s 5 | + 2 s 5 |
| 10   | Bruce McLaren       | Cooper-Climax  | 1 min 36 s 6 | + 2 s 6 |
| 11   | Jo Bonnier          | Cooper-Climax  | 1 min 37 s 9 | + 3 s 9 |
| 12   | Trevor Taylor       | BRP-BRM        | 1 min 38 s 1 | + 4 s 1 |
| 13   | Bob Anderson        | Brabham-Climax | 1 min 38 s 3 | + 4 s 3 |
| 14   | Maurice Trintignant | BRM            | 1 min 38 s 3 | + 4 s 3 |
| 15   | Mike Hailwood       | Lotus-BRM      | 1 min 38 s 5 | + 4 s 5 |
| 16   | Chris Amon          | Lotus-BRM      | 1 min 39 s 8 | + 5 s 8 |
| 17   | Joseph Siffert      | Lotus-BRM      | 1 min 39 s 8 | + 5 s 8 |
| 18   | Peter Revson        | Lotus-BRM      | 1 min 39 s 9 | + 5 s 9 |
| 19   | Bernard Collomb     | Lotus-Climax   | 1 min 41 s 8 | + 7 s 8 |

### Troisième séance - samedi 9 mai
La dernière session, le samedi après-midi, est également ensoleillée. Surtees a récupéré sa Ferrari V8 et s'il parvient à se montrer le plus rapide de la journée, à égalité avec Graham Hill, les temps accomplis la veille par Clark et Brabham ne sont pas battus. C'est donc le champion du monde qui partira en pole position, au côté de l'Australien, et devant Hill et Surtees qui se partageront la seconde ligne de la grille de départ. Ireland ayant dû déclarer forfait, seulement trois pilotes (sur dix-neuf restants en lice) ne sont pas qualifiés pour le Grand Prix : il s'agit de Chris Amon, Peter Revson et Bernard Collomb (tous sur Lotus), alors que Joseph Siffert (sur sa Lotus privée) a arraché in extremis une place sur la dernière ligne, au côté de Mike Hailwood.
| Pos. | Pilote              | Écurie         | Temps        | Écart   |
| ---- | ------------------- | -------------- | ------------ | ------- |
| 1    | Graham Hill         | BRM            | 1 min 34 s 5 |         |
| 2    | John Surtees        | Ferrari        | 1 min 34 s 5 | + 0 s 0 |
| 3    | Dan Gurney          | Brabham-Climax | 1 min 34 s 7 | + 0 s 2 |
| 4    | Jim Clark           | Lotus-Climax   | 1 min 34 s 9 | + 0 s 4 |
| 5    | Richie Ginther      | BRM            | 1 min 35 s 9 | + 1 s 4 |
| 6    | Jack Brabham        | Brabham-Climax | 1 min 36 s 5 | + 2 s 0 |
| 7    | Lorenzo Bandini     | Ferrari        | 1 min 36 s 5 | + 2 s 0 |
| 8    | Jo Bonnier          | Cooper-Climax  | 1 min 37 s 4 | + 2 s 9 |
| 9    | Bruce McLaren       | Cooper-Climax  | 1 min 37 s 8 | + 3 s 3 |
| 10   | Bob Anderson        | Brabham-Climax | 1 min 38 s 0 | + 3 s 5 |
| 11   | Maurice Trintignant | BRM            | 1 min 38 s 1 | + 3 s 6 |
| 12   | Trevor Taylor       | BRP-BRM        | 1 min 38 s 5 | + 4 s 0 |
| 13   | Joseph Siffert      | Lotus-BRM      | 1 min 38 s 7 | + 4 s 2 |
| 14   | Chris Amon          | Lotus-BRM      | 1 min 39 s 1 | + 4 s 6 |
| 15   | Mike Hailwood       | Lotus-BRM      | 1 min 39 s 2 | + 4 s 7 |
| 16   | Phil Hill           | Cooper-Climax  | 1 min 39 s 5 | + 5 s 0 |
| 17   | Peter Revson        | Lotus-BRM      | 1 min 39 s 9 | + 5 s 4 |
| 18   | Bernard Collomb     | Lotus-Climax   | 1 min 41 s 4 | + 6 s 9 |

### Tableau final des qualifications
| Pos. | Pilote              | Écurie         | Temps        | Écart   | Commentaire                                |
| ---- | ------------------- | -------------- | ------------ | ------- | ------------------------------------------ |
| 1    | Jim Clark           | Lotus-Climax   | 1 min 34 s 0 |         | temps réalisé le vendredi                  |
| 2    | Jack Brabham        | Brabham-Climax | 1 min 34 s 1 | + 0 s 1 | temps réalisé le vendredi                  |
| 3    | Graham Hill         | BRM            | 1 min 34 s 5 | + 0 s 5 | temps réalisé le samedi                    |
| 4    | John Surtees        | Ferrari        | 1 min 34 s 5 | + 0 s 5 | temps réalisé le samedi                    |
| 5    | Dan Gurney          | Brabham-Climax | 1 min 34 s 7 | + 0 s 7 | temps réalisé le vendredi                  |
| 6    | Peter Arundell      | Lotus-Climax   | 1 min 35 s 5 | + 1 s 5 | temps réalisé le vendredi                  |
| 7    | Lorenzo Bandini     | Ferrari        | 1 min 35 s 5 | + 1 s 5 | temps réalisé le vendredi                  |
| 8    | Richie Ginther      | BRM            | 1 min 35 s 9 | + 1 s 9 | temps réalisé le samedi                    |
| 9    | Phil Hill           | Cooper-Climax  | 1 min 35 s 9 | + 1 s 9 | temps réalisé le vendredi                  |
| 10   | Bruce McLaren       | Cooper-Climax  | 1 min 36 s 6 | + 2 s 6 | temps réalisé le vendredi                  |
| 11   | Jo Bonnier          | Cooper-Climax  | 1 min 37 s 4 | + 3 s 4 | temps réalisé le samedi                    |
| 12   | Bob Anderson        | Brabham-Climax | 1 min 38 s 0 | + 4 s 0 | temps réalisé le samedi                    |
| 13   | Maurice Trintignant | BRM            | 1 min 38 s 1 | + 4 s 1 | temps réalisé le samedi                    |
| 14   | Trevor Taylor       | BRP-BRM        | 1 min 38 s 1 | + 4 s 1 | temps réalisé le vendredi                  |
| 15   | Innes Ireland       | Lotus-BRM      | 1 min 38 s 2 | + 4 s 2 | temps réalisé le jeudi                     |
| 16   | Mike Hailwood       | Lotus-BRM      | 1 min 38 s 5 | + 4 s 5 | temps réalisé le vendredi                  |
| 17   | Joseph Siffert      | Lotus-BRM      | 1 min 38 s 7 | + 4 s 7 | temps réalisé le samedi                    |
| 18   | Chris Amon          | Lotus-BRM      | 1 min 39 s 1 | + 5 s 1 | temps réalisé le samedi                    |
| 19   | Peter Revson        | Lotus-BRM      | 1 min 39 s 9 | + 5 s 9 | temps réalisé le vendredi, égalé le samedi |
| 20   | Bernard Collomb     | Lotus-Climax   | 1 min 41 s 4 | + 7 s 4 | temps réalisé le samedi                    |

## Grille de départ du Grand Prix
| 1re ligne | Pos. 1                       |                              | Pos. 2                      |                               |
|           | Clark Lotus 1 min 34 s 0     |                              | Brabham 1 min 34 s 1        |                               |
| 2e ligne  |                              | Pos. 3                       |                             | Pos. 4                        |
|           |                              | G. Hill BRM 1 min 34 s 5     |                             | Surtees Ferrari 1 min 34 s 5  |
| 3e ligne  | Pos. 5                       |                              | Pos. 6                      |                               |
|           | Gurney Brabham 1 min 34 s 7  |                              | Arundell Lotus 1 min 35 s 5 |                               |
| 4e ligne  |                              | Pos. 7                       |                             | Pos. 8                        |
|           |                              | Bandini Ferrari 1 min 35 s 5 |                             | Ginther BRM 1 min 35 s 9      |
| 5e ligne  | Pos. 9                       |                              | Pos. 10                     |                               |
|           | P. Hill Cooper 1 min 35 s 9  |                              | McLaren Cooper 1 min 36 s 6 |                               |
| 6e ligne  |                              | Pos. 11                      |                             | Pos. 12                       |
|           |                              | Bonnier Cooper 1 min 37 s 4  |                             | Anderson Brabham 1 min 38 s 0 |
| 7e ligne  | Pos. 13                      |                              | Pos. 14                     |                               |
|           | Trintignant BRM 1 min 38 s 1 |                              | Taylor BRP 1 min 38 s 1     |                               |
| 8e ligne  |                              | Pos. 15                      |                             | Pos. 16                       |
|           |                              | Hailwood Lotus 1 min 38 s 5  |                             | Siffert Lotus 1 min 38 s 7    |

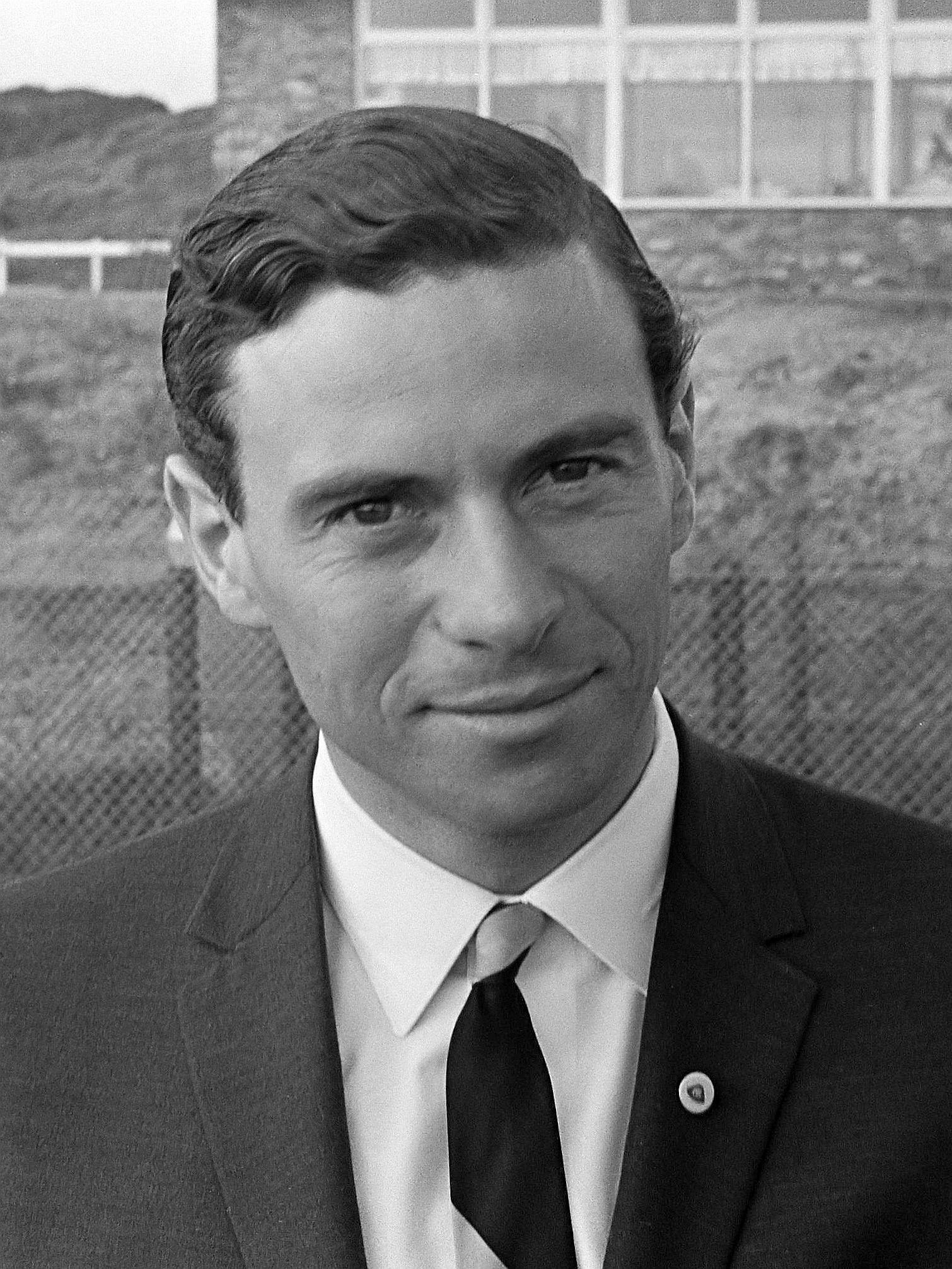
Nouvelle pole position pour Jim Clark, sa quatorzième en championnat du monde.

- Note : le temps réalisé le jeudi par Innes Ireland avant son accident lui aurait valu la quinzième place sur la grille de départ

## Déroulement de la course

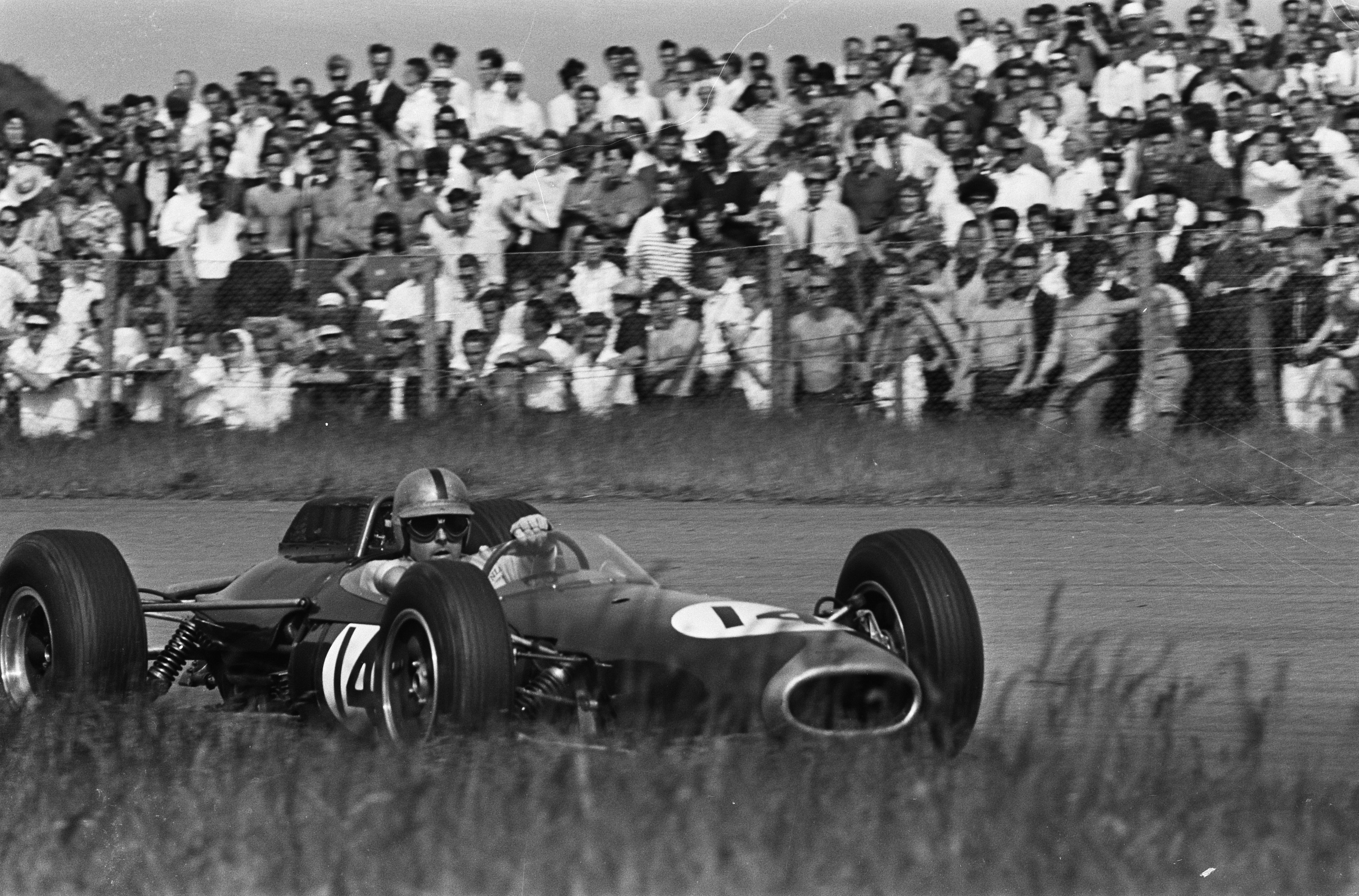
Avec Jack Brabham (ici au volant) puis Dan Gurney, les Brabham BT7 ont mené la chasse derrière Jim Clark durant la première partie de la course.

Le départ du Grand prix est donné le dimanche à quinze heures quinze, sous un chaud soleil. S'élançant de la pole position, Jim Clark effectue un envol parfait et prend immédiatement la tête ; à la fin du premier tour, sa Lotus heurte violemment les bottes de paille à la sortie de la chicane, mais le champion du monde parvient à contrôler sa monoplace et achève le premier tour avec déjà deux secondes et demie d'avance sur Jack Brabham, talonné par la BRM de Graham Hill. Sur la deuxième Brabham, Dan Gurney est une seconde plus loin, suivi de près par la Ferrari de John Surtees. Malgré une barre antiroulis endommagée par le choc, Clark augmente son avance sur ses poursuivants. Après cinq tours, le peloton de chasse, emmené par Brabham et Graham Hill, est à plus de six secondes. Gurney, Surtees et Richie Ginther (sur la deuxième BRM) sont dans ce groupe de cinq voitures, alors que le deuxième peloton, dirigé par la Cooper de Bruce McLaren, compte déjà près de vingt secondes de retard. La situation évolue peu au cours des tours suivants, Clark se contentant de maintenir une avance de sept à huit secondes sur Brabham. Cependant, au onzième tour Gurney passe à l'attaque, débordant tout d'abord Graham Hill. Une boucle plus tard, il déborde son coéquipier (dont le moteur ne tourne plus parfaitement) pour le gain de la deuxième place. Il tente alors de remonter sur Clark, sept secondes devant lui, et se détache légèrement du peloton. Le champion du monde contrôle cependant toujours la course, conservant cinq secondes d'avance sur le pilote américain au quinzième tour, alors que Hill est désormais troisième devant Brabham et que Surtees vient d'abandonner, boîte de vitesses cassée. Peu après, McLaren, dont le moteur avait perdu de son efficacité, renonce à son tour, à court d'huile. Son coéquipier Phil Hill, qui l'avait débordé un peu plus tôt, occupe alors la sixième place, à plus de quarante secondes de la Lotus de tête. Le moteur de Brabham commence à émettre un bruit bizarre et à perdre de sa puissance et le champion australien cède bientôt sa quatrième place à Ginther. Il finira par renoncer lors du trentième tour, système d'injection hors d'usage. Clark compte alors dix secondes d'avance sur Gurney et près de quinze sur Graham Hill. Ginther est à quarante-cinq secondes et Phil Hill, désormais cinquième, à plus d'une minute. Sixième sur la seule Ferrari restant en course, Lorenzo Bandini compte près d'un tour de retard. Cependant, la barre antiroulis de la Lotus de Clark s'est détachée et traîne sous la voiture. Malgré une tenue de route dégradée, le pilote écossais parvient à se maintenir en tête mais l'équipe Lotus le rappelle bientôt et il regagne son stand à la fin du trente-septième tour. Il repart après un très bref arrêt, mais entre-temps Gurney a pris la tête, quatre secondes devant Graham Hill. Troisième. Clark est à neuf secondes de la Brabham de tête ; le comportement de sa monoplace est maintenant difficile, mais il parvient cependant à tourner sur le même rythme que les hommes de tête, améliorant même le record de la piste. Cependant, une petite fuite de carburant apparait sur la Brabham de Gurney, et Graham Hill commence à revenir sur lui, lui reprenant une demi-seconde au tour. À la mi-course, moins d'une seconde sépare les deux premiers, alors que Clark est parvenu à combler une grande partie de son retard et n'est plus qu'à deux secondes de la BRM qui le précède. Quatrième, Ginther est à plus d'une minute, tous les autres étant doublés.
Revenu dans les roues de Gurney, Graham Hill passe à l'attaque au cours du cinquante-troisième tour : dans la descente vers l'hôtel Mirabeau, il se porte à la hauteur de son adversaire et aborde le virage suivant en tête. Tournant plus vite qu'aux essais, il s'attribue le record du circuit (à 120,6 km/h de moyenne) et repasse devant la tribune principale avec plus d'une seconde d'avance sur la Brabham. Maintenant talonné par Clark, Gurney ne se laisse cependant pas distancer. Au soixantième tour, les trois pilotes sont groupés en trois secondes. Un problème de boîte de vitesses va toutefois éliminer Gurney, le pilote américain s'arrêtant définitivement à son stand deux tours plus tard. Clark se retrouve deuxième, à quatre secondes et demie de Graham Hill. Ce dernier va augmenter régulièrement son avance, la portant à huit secondes à la fin du soixante-dixième tour, alors que Bandini vient d'abandonner boîte de vitesses cassée. Derrière, Ginther est à plus d'un tour, Phil Hill et Peter Arundell (Lotus) à plus de deux. La suspension arrière de la Cooper de Phil Hill s'affaisse peu après, l'ancien champion du monde perdant le bénéfice de sa belle prestation. Bien qu'ayant pris le départ avec une voiture mal réglée, Arundell hérite de la quatrième place, loin devant la Cooper de Joakim Bonnier et la Lotus de Mike Hailwood, tous deux très attardés. La course est jouée, d'autant que le moteur de Clark commence à faiblir. À la fin du quatre-vingtième tour, alors que son retard est passé à quinze secondes, une fumée bleue sort des échappements de sa Lotus. Il parvient néanmoins à se maintenir à une quinzaine de secondes de la BRM de tête, qui a légèrement baissé l'allure. Mais à huit tours de la fin, pression d'huile à zéro, il rentre au stand. Ginther prend alors à la deuxième place, à un tour de son coéquipier. Malgré un moteur sur le point de céder, Clark, en accord avec Colin Chapman, reprend la piste et tente, à allure réduite, de terminer à la troisième place. Malgré son avance considérable, Graham Hill connaît une petite alerte en fin de course, son moteur manquant d'huile. Terminant à allure réduite, il parvient à préserver sa mécanique, remportant pour la deuxième fois consécutive l'épreuve monégasque, Richie Ginther assurant une nouvelle fois le doublé pour l'équipe BRM. Moteur bloqué, Clark a dû renoncer à trois minutes de la fin. Ayant couvert les deux tiers de la distance, il est cependant classé quatrième derrière son coéquipier Arundell, troisième pour son premier Grand Prix de championnat, alors que Bonnier et Hailwood terminent aux cinquième et sixième places.

### Classements intermédiaires
Classements intermédiaires des monoplaces aux premier, cinquième, dixième, quinzième, vingtième, vingt-cinquième, trentième, quarantième, cinquantième, soixantième, soixante-dixième et quatre-vingtième tours,.

### Classement de la course

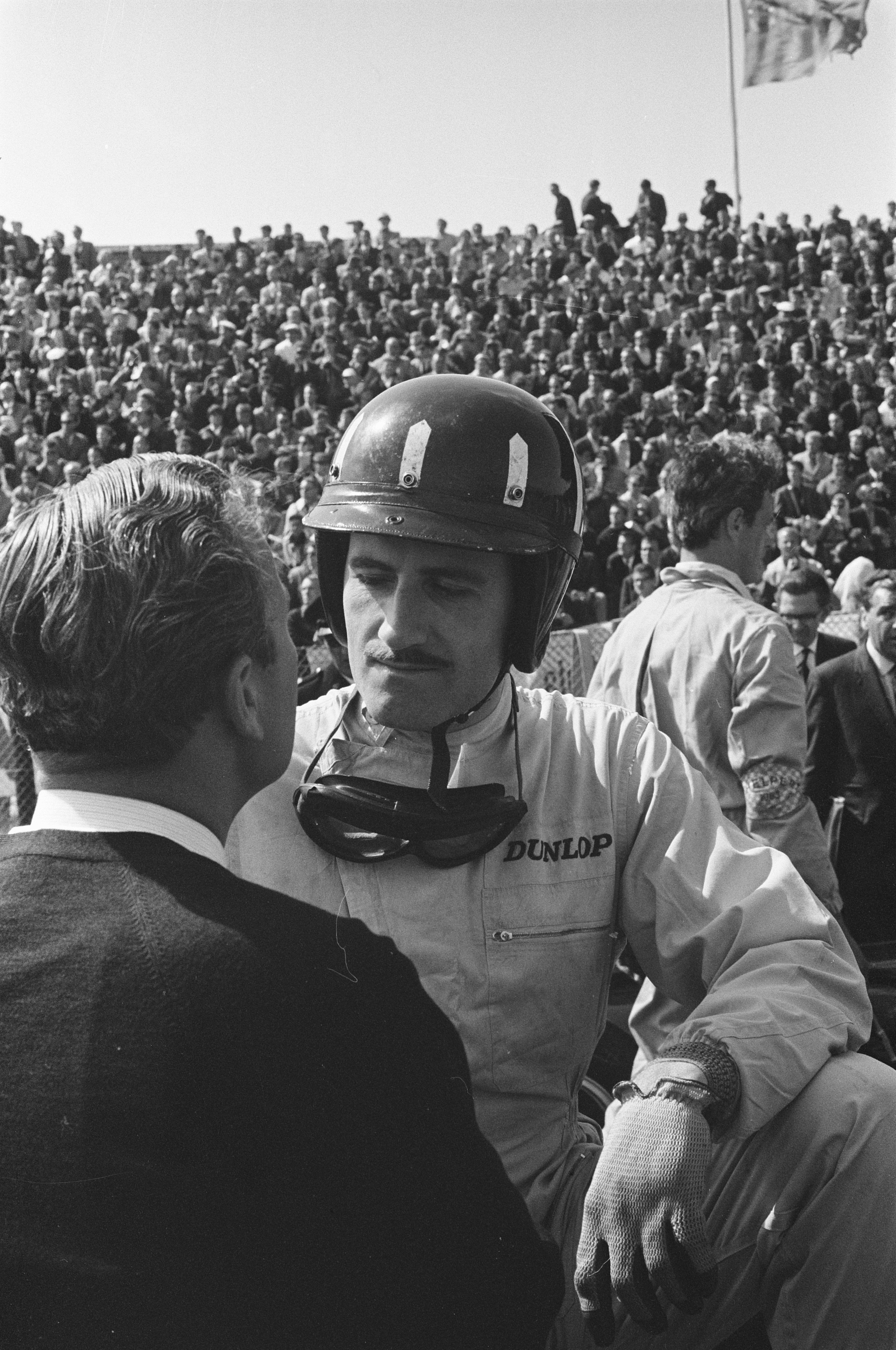
Graham Hill (vu ici avec Colin Chapman) s'est imposé à Monaco pour la deuxième année consécutive.

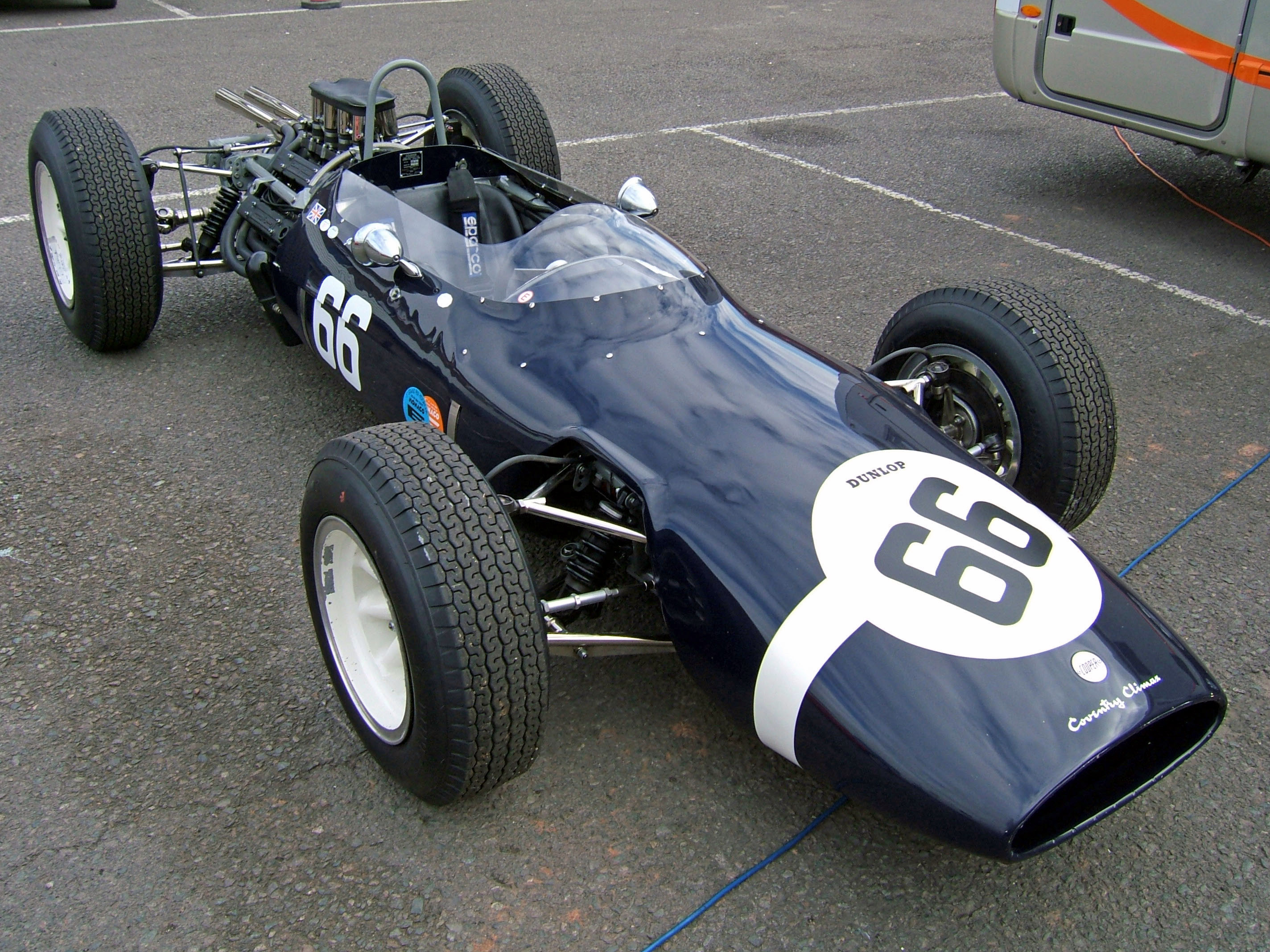
La Cooper T66 du Rob Walker Racing Team, cinquième de l'épreuve avec Joakim Bonnier.

| Pos  | No | Pilote              | Écurie         | Tours | Temps/Abandon                      | Grille | Points |
| ---- | -- | ------------------- | -------------- | ----- | ---------------------------------- | ------ | ------ |
| 1    | 8  | Graham Hill         | BRM            | 100   | 2 h 41 min 19 s 5                  | 3      | 9      |
| 2    | 7  | Richie Ginther      | BRM            | 99    | 2 h 41 min 30 s 0 (+ 1 tour)       | 8      | 6      |
| 3    | 11 | Peter Arundell      | Lotus-Climax   | 97    | 2 h 41 min 36 s 4 (+ 3 tours)      | 6      | 4      |
| 4    | 12 | Jim Clark           | Lotus-Climax   | 96    | 2 h 38 min 12 s 1 (Serrage moteur) | 1      | 3      |
| 5    | 19 | Jo Bonnier          | Cooper-Climax  | 96    | 2 h 41 min 38 s 1 (+ 4 tours)      | 11     | 2      |
| 6    | 18 | Mike Hailwood       | Lotus-BRM      | 96    | 2 h 42 min 51 s 3 (+ 4 tours)      | 15     | 1      |
| 7    | 16 | Bob Anderson        | Brabham-Climax | 86    | Boîte de vitesses                  | 12     |        |
| 8    | 24 | Jo Siffert          | Lotus-BRM      | 78    | + 22 tours                         | 16     |        |
| 9    | 9  | Phil Hill           | Cooper-Climax  | 70    | Suspension                         | 9      |        |
| 10   | 20 | Lorenzo Bandini     | Ferrari        | 68    | Boîte de vitesses                  | 7      |        |
| Abd. | 6  | Dan Gurney          | Brabham-Climax | 62    | Surchauffe de la boîte de vitesses | 5      |        |
| Abd. | 4  | Maurice Trintignant | BRM            | 53    | Brûlure au pied                    | 13     |        |
| Abd. | 5  | Jack Brabham        | Brabham-Climax | 29    | Injection                          | 2      |        |
| Abd. | 10 | Bruce McLaren       | Cooper-Climax  | 17    | Roulement de roue                  | 10     |        |
| Abd. | 21 | John Surtees        | Ferrari        | 15    | Boîte de vitesses                  | 4      |        |
| Abd. | 15 | Trevor Taylor       | BRP-BRM        | 8     | Fuite d'essence                    | 14     |        |
| Np.  | 14 | Innes Ireland       | Lotus-BRM      |       | Accident aux essais                |        |        |
| Nq.  | 17 | Chris Amon          | Lotus-BRM      |       | Non qualifié                       |        |        |
| Nq.  | 2  | Peter Revson        | Lotus-BRM      |       | Non qualifié                       |        |        |
| Nq.  | 3  | Bernard Collomb     | Lotus-Climax   |       | Non qualifié                       |        |        |

Légende :
- Abd.= Abandon
- Np.= Non partant

### Pole position et record du tour
- Pole position :  Jim Clark en 1 min 34 s 0 (vitesse moyenne : 120,447 km/h). Temps réalisé lors de la journée d'essais du vendredi 8 mai[1].
- Meilleur tour en course :  Graham Hill en 1 min 33 s 9 au 53e tour (vitesse moyenne : 120,575 km/h).

#### Évolution du record du tour en course
Le meilleur tour fut amélioré onze fois au cours de l'épreuve.

### Tours en tête
- Jim Clark : 36 tours (1-36)
- Dan Gurney : 16 tours (37-52)
- Graham Hill : 48 tours (53-100)

## Classement général à l'issue de la course
- Attribution des points : 9, 6, 4, 3, 2, 1 respectivement aux six premiers de chaque épreuve.
- Pour la coupe des constructeurs, même barème et seule la voiture la mieux classée de chaque équipe inscrit des points.
- Seuls les six meilleurs résultats sont comptabilisés.
- Le règlement permet aux pilotes de se relayer sur une même voiture, les points éventuellement acquis étant alors perdus pour pilotes et constructeur[1].

| Pos. | Pilote         | Écurie | Points | MON | NL | BEL | FRA | GBR | ALL | AUT | ITA | USA | MEX |
| ---- | -------------- | ------ | ------ | --- | -- | --- | --- | --- | --- | --- | --- | --- | --- |
| 1    | Graham Hill    | BRM    | 9      | 9   |    |     |     |     |     |     |     |     |     |
| 2    | Richie Ginther | BRM    | 6      | 6   |    |     |     |     |     |     |     |     |     |
| 3    | Peter Arundell | Lotus  | 4      | 4   |    |     |     |     |     |     |     |     |     |
| 4    | Jim Clark      | Lotus  | 3      | 3   |    |     |     |     |     |     |     |     |     |
| 5    | Joakim Bonnier | Cooper | 2      | 2   |    |     |     |     |     |     |     |     |     |
| 6    | Mike Hailwood  | Lotus  | 1      | 1   |    |     |     |     |     |     |     |     |     |

| Pos. | Écurie        | Points | MON | NL | BEL | FRA | GBR | ALL | AUT | ITA | USA | MEX |
| ---- | ------------- | ------ | --- | -- | --- | --- | --- | --- | --- | --- | --- | --- |
| 1    | BRM           | 9      | 9   |    |     |     |     |     |     |     |     |     |
| 2    | Lotus-Climax  | 4      | 4   |    |     |     |     |     |     |     |     |     |
| 3    | Cooper-Climax | 2      | 2   |    |     |     |     |     |     |     |     |     |
| 4    | Lotus-BRM     | 1      | 1   |    |     |     |     |     |     |     |     |     |

## À noter
- 7e victoire en championnat du monde pour Graham Hill.
- 8e victoire en championnat du monde pour BRM en tant que constructeur.
- 8e victoire en championnat du monde pour BRM en tant que motoriste.